# جوليا بلوخ
جوليا بلوخ (بالإنجليزية: Julia Bloch)‏ هي لغوية أمريكية، ولدت في 3 مايو 1904، وتوفيت في 22 أكتوبر 1960.